# Tetragnatha hamata
Tetragnatha hamata là một loài nhện trong họ Tetragnathidae.
Loài này thuộc chi Tetragnatha. Tetragnatha hamata được miêu tả năm 1898 bởi Thorell.